# Brachoria falcifera
Brachoria falcifera är en mångfotingart som beskrevs av Keeton 1959. Brachoria falcifera ingår i släktet Brachoria och familjen Xystodesmidae. Inga underarter finns listade i Catalogue of Life.